# Ferdinando Cesaroni
Ferdinando Cesaroni (Jesi, 23 aprile 1836 – Perugia, 8 luglio 1912) è stato un imprenditore e politico italiano.